# Прайор (Монтана)
Прайор (англ. Pryor) — переписна місцевість (CDP) в США, в окрузі Біґ-Горн штату Монтана. Населення — 637 осіб (2020).

## Географія
Прайор розташований за координатами 45°25′1″ пн. ш. 108°31′52″ зх. д. / 45.41694° пн. ш. 108.53111° зх. д. (45.417059, -108.531218).  За даними Бюро перепису населення США в 2010 році переписна місцевість мала площу 103,02 км², з яких 102,99 км² — суходіл та 0,02 км² — водойми.

## Демографія
Згідно з переписом 2010 року, у переписній місцевості мешкало 618 осіб у 178 домогосподарствах у складі 130 родин. Густота населення становила 6 осіб/км².  Було 198 помешкань (2/км²).
Расовий склад населення:
| - 85,4 % — корінних американців - 12,5 % — білих |

До двох чи більше рас належало 1,3 %. Частка іспаномовних становила 2,8 % від усіх жителів.
За віковим діапазоном населення розподілялося таким чином: 33,7 % — особи молодші 18 років, 58,7 % — особи у віці 18—64 років, 7,6 % — особи у віці 65 років та старші. Медіана віку мешканця становила 31,0 року. На 100 осіб жіночої статі у переписній місцевості припадало 108,8 чоловіків;  на 100 жінок у віці від 18 років та старших — 107,1 чоловіків також старших 18 років.
Середній дохід на одне домашнє господарство  становив 49 228 доларів США (медіана — 33 750), а середній дохід на одну сім'ю — 52 858 доларів (медіана — 41 875). Медіана доходів становила 42 083 долари для чоловіків та 36 250 доларів для жінок. За межею бідності перебувало 40,6 % осіб, у тому числі 44,9 % дітей у віці до 18 років та 35,1 % осіб у віці 65 років та старших.
Цивільне працевлаштоване населення становило 202 особи. Основні галузі зайнятості: освіта, охорона здоров'я та соціальна допомога — 27,7 %, публічна адміністрація — 22,8 %, сільське господарство, лісництво, риболовля — 11,4 %, транспорт — 8,9 %.